# Famille Bernardo
Pour les articles homonymes, voir Bernardo.
 (avril 2025).
Si vous disposez d'ouvrages ou d'articles de référence ou si vous connaissez des sites web de qualité traitant du thème abordé ici, merci de compléter l'article en donnant les références utiles à sa vérifiabilité et en les liant à la section « Notes et références ».
La famille Bernardo est une famille patricienne de Venise, originaire de Musestre. Elle posséda différents palais dans la ville et lui donna plusieurs serviteurs et dignitaires.

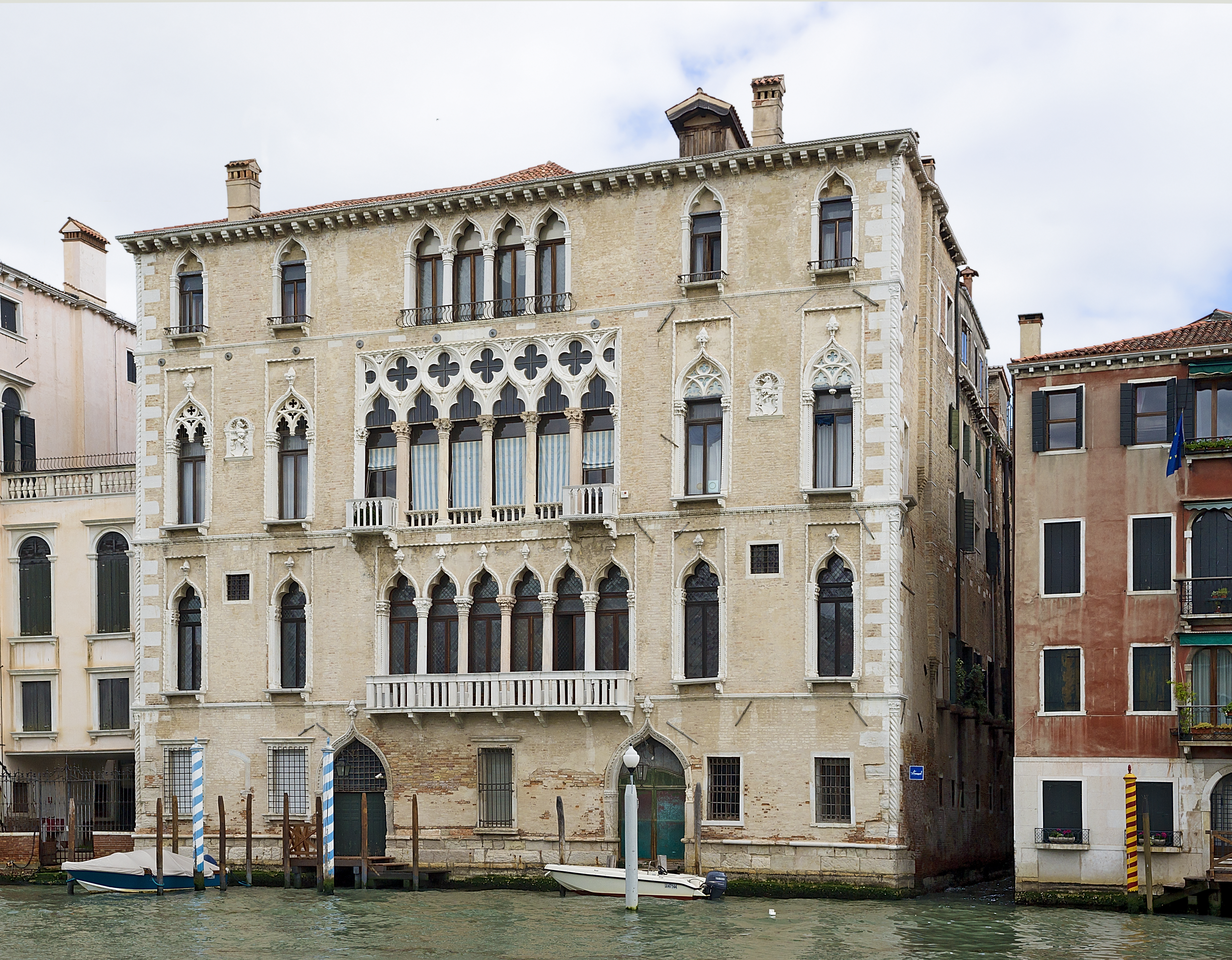
Le palais Bernardo sur le Grand Canal à Venise

## Armes

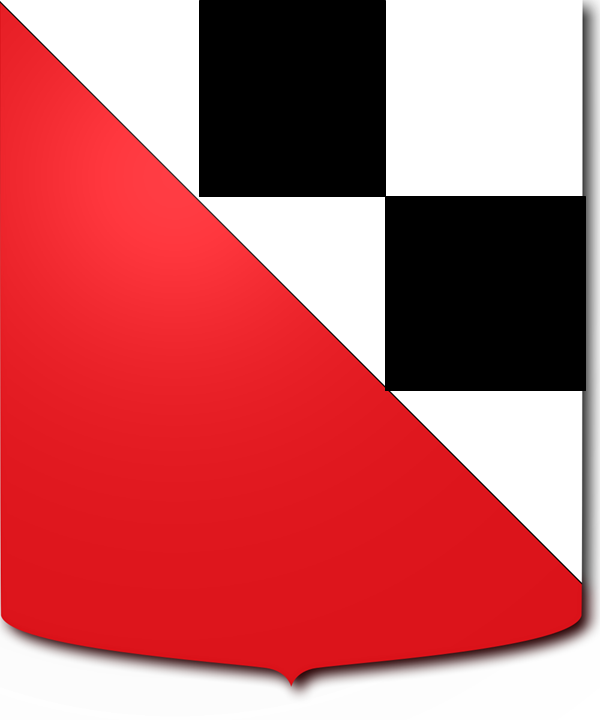
Armes des Bernardi

Armes : Un écu tranché d'argent et de gueules avec deux points équipollés de sable sur l'argent.

## Personnalités
- Antonio Bernardo, procurateur de Saint-Marc, capitaine du golfe et général des flottes de la République.